# Olivnackad vävare
Olivnackad vävare (Ploceus brachypterus) är en fågelart i familjen vävare inom ordningen tättingar.

## Utseende och läte
Olivnackad vävare är en medelstor och ljusögd vävare med färgglad dräkt hos båda könen, dock mycket olika. Den är olivgrön på ryggen och upp i nacken och genom ögat syns en smal svart ansiktsmask. Hanen har även svart strupe och kanelbrun anstrykning i ansiktet. Lätena är typiska för vävare, ett "chet" och en fräsande sång likt radiostörningar.

## Utbredning och systematik
Fågeln förekommer i Västafrika från Senegal till Nigeria och västra Kamerun samt på ön Bioko. Den kategoriserades tidigare som underart till svartnackad vävare (Ploceus nigricollis) men urskildes 2016 som egen art av BirdLife International, 2022 av tongivande eBird/Clements och 2023 av IOC.

## Levnadssätt
Olivnackad vävare hittas i öppet skogslandskap, täta buskmarker, fuktiga savann, galleriskog och i skogskanter och gläntor. Den ses vanligen enstaka eller i par. 

## Status
Arten har ett stort utbredningsområde och beståndet anses vara stabilt. Internationella naturvårdsunionen IUCN listar den därför som livskraftig (LC).